# Гвинейско-китайские отношения
Гвинейско-китайские отношения — двусторонние дипломатические отношения между Гвинеей и Китаем. Дипломатические отношения между странами были установлены 14 октября 1959 года

## Финансовая помощь

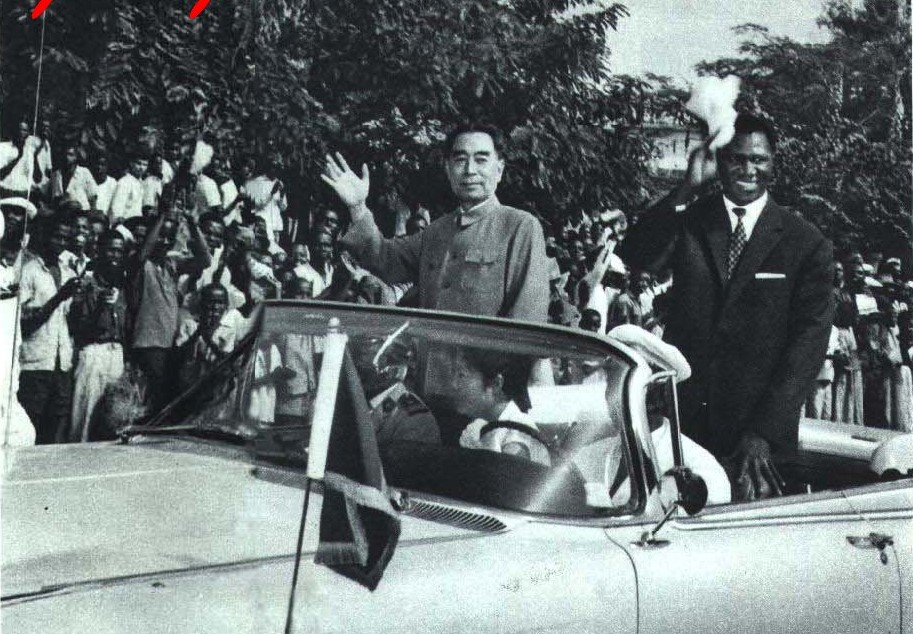
Китайский премьер-министр Чжоу Эньлай и президент Гвинеи Ахмед Секу Туре в 1964.

С 2000 по 2011 в отчетах гвинейских медиа сообщается об официальном финансировании примерно 31 проекта со стороны китайского правительства.
Инициативы разнятся от строительства госпиталя на 150 коек в Кипе в 2008 году, до предоставления пакета помощи стоимостью $5.2 млн в 2007 года.

## Права человека
В июне 2020, Гвинея стала одной из 53 стран, поддержавших Закон о защите национальной безопасности в Гонконге в ООН.